# 尻手黒川道路

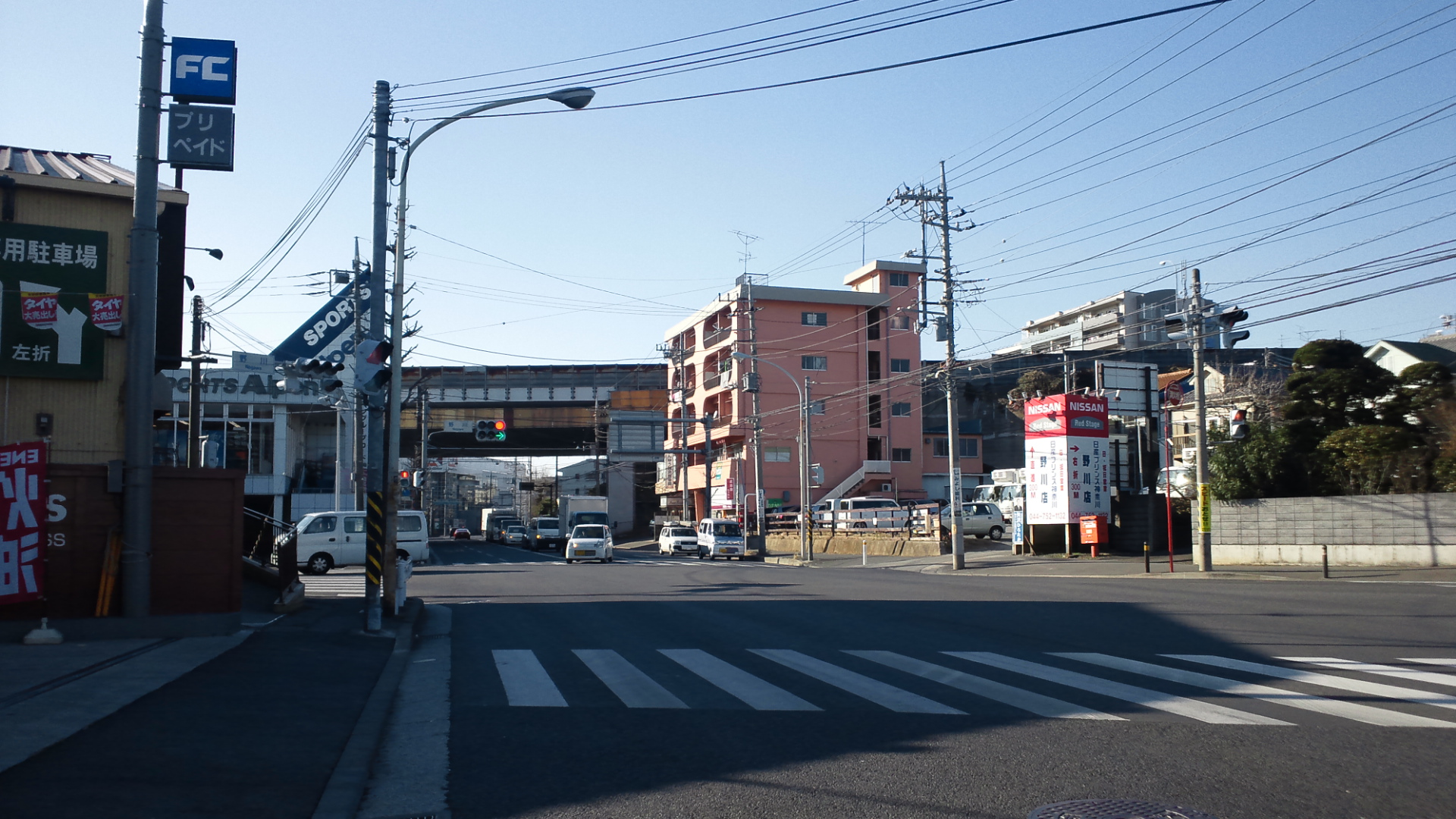
川崎市高津区野川交差点。奥に第三京浜道路の高架橋が見える。

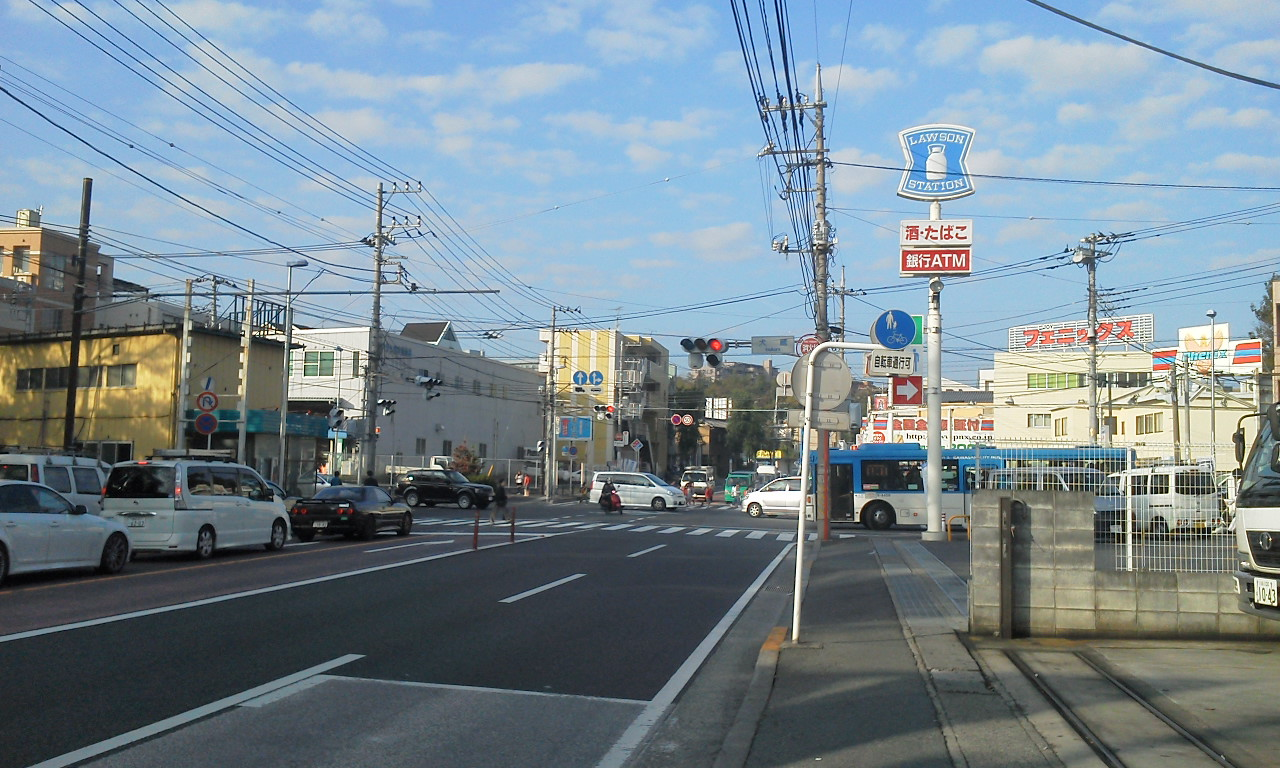
川崎市宮前区犬蔵付近

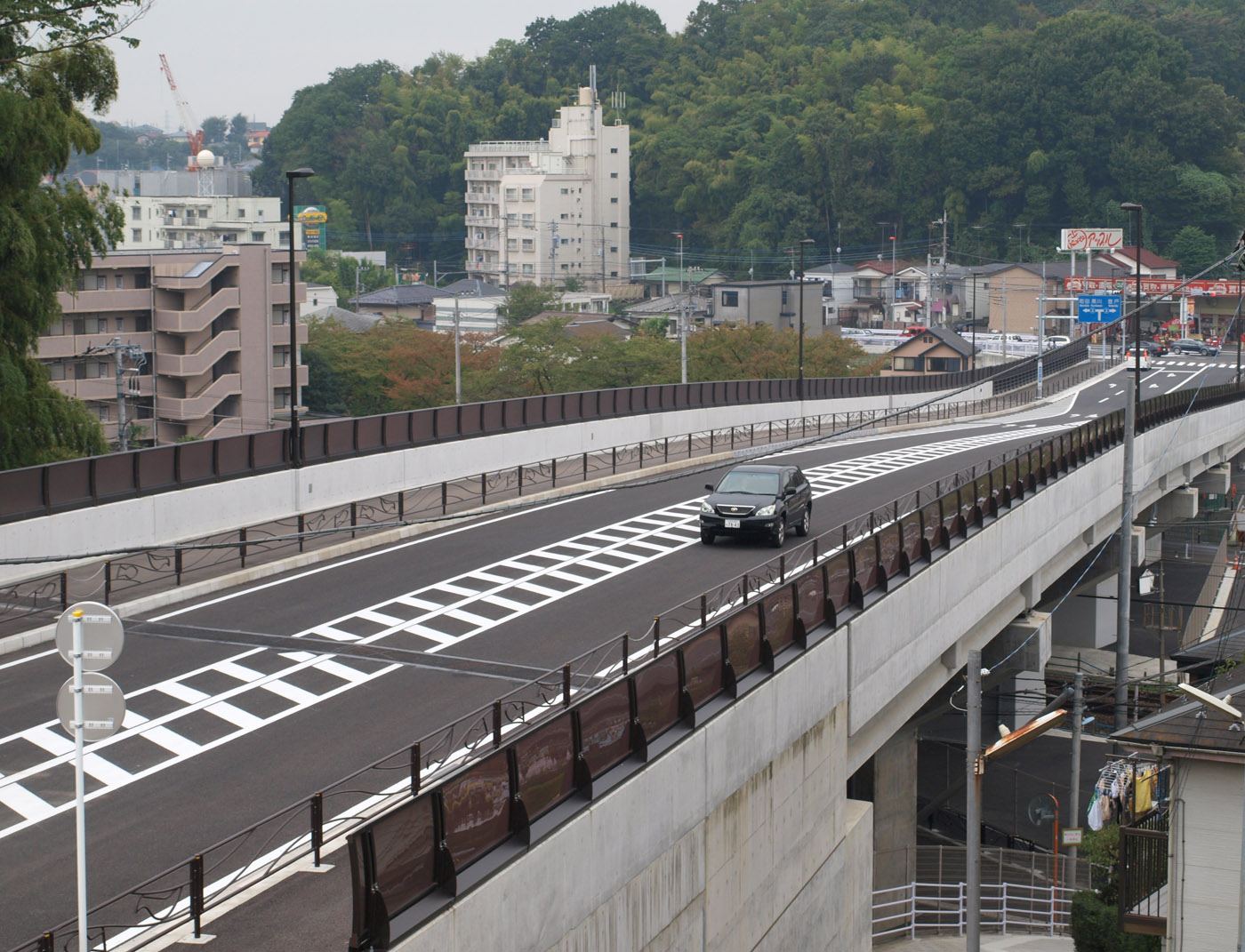
川崎市麻生区　柿生大橋

尻手黒川道路（しってくろかわどうろ）は、神奈川県川崎市の幹線道路の通称。川崎都市計画道路3・4・9号尻手黒川線として都市計画決定されているほか、一部区間は神奈川県道14号鶴見溝ノ口線、主要地方道野川菅生線として主要地方道に指定されている。

## 概要
神奈川県川崎市の細長い市域のうち主に横浜市と隣接する地域を、南東部の川崎駅付近から北西部の住宅地までを貫いて結ぶ。市内を縦貫する主要な幹線道路の一つとして位置付けられている。
1946年（昭和21年）8月26日に都市計画決定された。

### 路線データ
都市計画道路3・4・9号尻手黒川線
- 起点：川崎市幸区小倉字南耕地[5]
- 終点：川崎市麻生区黒川字宮添
- 延長：22.84km

認定路線
- 神奈川県道14号鶴見溝ノ口線（末吉橋交差点 - 東橘中学校前交差点）
- 神奈川県道111号大田神奈川線（越路交差点 - 矢上交差点、神奈川県道14号鶴見溝ノ口線と重複）
- 川崎市道尻手黒川線（東橘中学校前交差点 - 片平2丁目交差点）
  - このうち、野川交差点 - 清水台交差点は主要地方道野川菅生線として主要地方道に指定されている。
- 神奈川県道137号上麻生連光寺線（片平2丁目 - 黒川交差点）

主要地方道野川菅生線
- 起点：川崎市高津区野川（神奈川県道45号丸子中山茅ヶ崎線「野川交差点」）
- 終点：川崎市宮前区菅生（神奈川県道13号横浜生田線「清水台交差点」）

この他、川崎駅西口から国道1号尻手交差点を経て末吉橋交差点までの神奈川県道140号川崎町田線の区間（一部横浜市内を通過）についても、一連の道路として扱われることがある。

## 路線状況
東名高速道路東名川崎インターチェンジに直接接続する道路であり、交通量は多い。
全線に渡って沿線は住宅地となっているが、東名川崎インターチェンジに近い川崎市宮前区域には沿線に倉庫、配送センター等が立地する。また、全線に渡って沿道に郊外型店舗も多く立地している。

### 事業進捗
山口台南側交差点から神奈川県道3号世田谷町田線（津久井道、片平2丁目交差点）まで683 mの延伸工事は、2005年（平成17年）12月に着工し、2010年（平成22年）10月24日に開通した。
2014年現在、片平2丁目交差点から先の680 mの区間が事業中となっている。

## 地理

### 通過する自治体
- 神奈川県
  - 川崎市（幸区、中原区、高津区、宮前区、麻生区）

### 交差する道路
- 神奈川県道140号川崎町田線　「末吉橋交差点」
- 神奈川県道111号大田神奈川線　「越路交差点」
- 神奈川県道111号大田神奈川線（ガス橋通り） 「矢上交差点」
- 神奈川県道2号東京丸子横浜線（綱島街道）　「木月四丁目交差点」
- 神奈川県道14号鶴見溝ノ口線（市民プラザ通り） 「東橘中学校前交差点」
- 川崎市道宮内新横浜線
- 神奈川県道106号子母口綱島線　「子母口住宅入口交差点」
- 神奈川県道45号丸子中山茅ヶ崎線（中原街道）　「野川交差点」
- 第三京浜道路 野川IC（事業中）
- 国道246号　「馬絹交差点」
- 東名高速道路 東名川崎IC
- 神奈川県道13号横浜生田線（浄水場通り）　「清水台交差点」
- 神奈川県道3号世田谷町田線（津久井道）　「片平2丁目交差点」
- 神奈川県道137号上麻生連光寺線
- 東京都道19号町田調布線　「黒川交差点」

### 沿線施設
- 東急東横線元住吉検車区
- 川崎市バス井田営業所
- 梶ヶ谷貨物ターミナル駅
- 東急田園都市線宮前平駅
- 川崎市バス菅生車庫
- 川崎市中央卸売市場北部市場
- ヨネッティー王禅寺
- 田園調布学園大学